# Kräftan (stjärntecken)
Kräftan (latin: Cancer; grekiska: Καρκίνος, Karkinos; symbol: ♋) är ett astrologiskt stjärntecken i zodiaken.